# Coregonus palaea
Coregonus palaea är en fiskart som beskrevs av Cuvier 1829. Coregonus palaea ingår i släktet Coregonus och familjen laxfiskar. IUCN kategoriserar arten globalt som livskraftig. Inga underarter finns listade i Catalogue of Life.